# 高畠茂雄
高畠 茂雄（たかばたけ しげお、1892年（明治25年）4月20日 - 1964年（昭和39年）11月30日）は、大正 - 昭和初期の日本の洋画家。静岡県の美術界発展に貢献した。

## 生涯
明治25年（1892年）4月20日、富山県で生まれる。父作次郎、母ヤイの長男、北海道旭川で小学校を終え、家族と共に朝鮮に渡り、龍山で18、9歳まで暮らし、単身上京して神田の下宿に落ち着き、牛込の写真学校や神田の正則学校へ通学。その後、三越写真部の柴田常吉の門に学び、白馬会洋画研究所に籍を置く。家族の上京、ついで静岡への転居は、明治45年（1912年）4月、満20歳の時であった。静岡市の草深、横田、江川町と転々し、そこで大正初年に写真館の営業を始めた。東京日日新聞の「日本五十景写真」に入賞し、昭和2年（1927年）には静岡県知事から天皇に献上するための「富士川ノ富士」を撮った。後に静岡県写真商業組合の常務理事、同組合会報の編集、新聞雑誌の写真評など業界に知られた。画家としての高畠は少年時代の夢が白馬会洋画研究所で芽を出し、岸田劉生や斎藤与里との出会いは、彼の情熱を一度に堰を切って美術活動へ押し流した。昭和3年（1928年）槐樹社展初入選。昭和8年（1933年）槐樹社の解散により高間惣七、斎藤与里、熊岡美彦等による東光会が誕生するや会員として出品し活躍した。静岡県美術展の創立では、昭和11年（1936年）第1回展へのお膳立てに尽くした。その審査に近藤浩一路、栗田雄、杉本宗一、芹沢銈介を招き、県外在住作家安達賢治、石川欽一郎、服部四郎、一木奥次郎、沢田政広、中村岳陵、栗原忠二などの出品をはじめ、県下一円の美術集団の展開を招来した。昭和17年（1942年）に脳卒中で倒れ、右半身不随の後遺症になるが、絵筆をとり続けた。昭和39年（1964年）11月30日、静岡市大岩町で次女貞の家族に看取られて死去した。

## 画歴
- 白馬会洋画研究所
- 旧槐樹社展、文展等出品、斎藤与里に師事
- 東光会会員

## 代表作品
- 記念撮影 1938年第2回文展入選

## 著書
- 或画家の手紙 随筆集 東英館 1947年
- 記念[9] 写真帖 東照宮三百年奉斎会 1915年

## 個展
- 第1回個展 1923年（大正12年）5月 静岡市商工奨励館
- 第2回個展 1928年（昭和3年）4月 静岡市呉服町すみや楽器店
- 第3回個展 1935年（昭和10年）5月 静岡市呉服町田中屋百貨店[10]
- 第4回個展 1962年（昭和37年）10月 静岡県民会館[11]